# Синтана-де-Муреш
Синтана-де-Муреш (рум. Sântana de Mureș) — село у повіті Муреш в Румунії. Адміністративний центр комуни Синтана-де-Муреш.
Село розташоване на відстані 266 км на північний захід від Бухареста, 3 км на північ від Тиргу-Муреша, 76 км на схід від Клуж-Напоки, 130 км на північний захід від Брашова.

## Населення
За даними перепису населення 2002 року у селі проживали 2280 осіб.
Національний склад населення села:
| Національність | Кількість осіб | Відсоток |
| -------------- | -------------- | -------- |
| румуни         | 1184           | 51,9%    |
| угорці         | 817            | 35,8%    |
| цигани         | 278            | 12,2%    |

Рідною мовою назвали:
| Мова      | Кількість осіб | Відсоток |
| --------- | -------------- | -------- |
| румунська | 1362           | 59,7%    |
| угорська  | 836            | 36,7%    |
| циганська | 82             | 3,6%     |